# Dolenja Nemška vas
Dolenja Nemška vas je naselje v občini Trebnje.
Dolenja Nemška vas je večja ravninska vas vzhodno od Trebnjega, na levem bregu Temenice. Pripadajoča zaselka sta še Brnek in Ograja, območje je kraško s številnimi vrtačami, pogosti pa so tudi ugrezi na vzhodni strani naselja. Na severu in zahodu se razprostirajo njive, na vzhodu mešan gozd Hrib, v Ušivcu, Lisičjih jamah, Petelinku in Brneku, ob Temenici travniki, na severovzhodu pa so vinorodne gorice Gradišče, Lipnik, Ažental, Arenberg in Dolga njiva. Vas je ime dobila po nekdanjih nemških prebivalcih, ki so jih v 14. stoletju naselili Ortenburžani, danes pa je na videz že skoraj zraščena z mestom Trebnje. Pri gradnji šolskega poslopja so našli rimski grob v kamnitem sarkofagu.